# Fulham F.C.
Fulham Football Club je angleški nogometni klub iz Londona. Ustanovljen je bil 16. avgusta 1879, s čimer je najstarejši nogometni klub iz Londona. Trenutno igra v angleški prvi ligi.
Fulham je bil v domačih tekmovanjih enkratni prvak (2000/01) in enkratni podprvak (1958/59) 2. lige, trikratni prvak (1931/32, 1948/49, 1998/99) in enkratni podprvak (1970/71) 3. lige, enkratni podprvak 4. lige (1996/97), dvakratni prvak južne lige (1905/06, 1906/07) ter enkratni podprvak FA pokala (1975). V evropskih tekmovanjih pa je njegov najboljši dosedanji uspeh osvojitev naslova prvaka Pokala Intertoto leta 2002. Bil pa je tudi podprvak Evropske lige leta 2010, ko ga je v podaljšku finala premagal Atlético Madrid z 1-2. Najslabše obdobje za Fulham je bilo obdobje v začetku 90. let 20. stoletja, ko je igral v četrti diviziji. V letu 1997 je egiptovski magnat in tedanji lastnik kluba Mohamed Al-Fayed uspel rešiti finančni status kluba in postopoma je Fulham šel po lestvici navzgor. Tako se je leta 2001 začelo najboljše obdobje za Fulham, ko je uspel priti v Premier ligo in tam igral vse do relegacije v letu 2014.
Fulhamov domači stadion je Craven Cottage, ki sprejme 25.700 gledalcev. Barve dresov so bela, črna in rdeča. Nadimki nogometašev so The Cottagers (Kočarji), The Whites (Beli) in The Black and White army (Črno-bela vojska).

## Rivalstvo
Rivala Fulhama so mestni tekmeci Chelsea, Queens Park Rangers, Crystal Palace in Brentford. Izven Londona pa je Fulhamov največji rival Gillingham iz istoimenskega mesta v grofiji Kent.